# 23313 Supokaivanich
23313 Supokaivanich là một tiểu hành tinh vành đai chính với chu kỳ quỹ đạo là 1226.7705878 ngày (3.36 năm).
Nó được phát hiện ngày 3 tháng 1 năm 2001.